# 鹿谷 (大字)
鹿谷，原稱為羗仔藔，是台灣南投縣鹿谷鄉的一個傳統地域名稱，也是全鄉行政中心所在地，位於該鄉中部偏西。相較於今日行政區，其範圍大致包括初鄉村東南部凸出部分的南半部、鹿谷村、彰雅村不含南部凸出部分。

## 歷史
台灣清治末期至日治初期，鹿谷地區為一街庄，稱為「羗仔藔庄」，隸屬於沙連堡。該庄北與初鄉庄為鄰，東北與坪仔頂庄為鄰，東與大水堀庄為鄰，南邊為車桄藔庄，西南邊為小半天庄，西邊為筍仔林庄。
1901年（日治明治三十四年）11月，全台廢縣廳改設二十廳，該庄隸屬於斗六廳。1903年（明治三十六年）6月，該庄編入「羗仔藔區」，隸屬於南投廳。1909年（明治四十二年）10月，合併二十廳為十二廳，羗仔藔區改隸屬於南投廳。1920年（大正九年），全台地方制度大改正，廢十二廳改設五州二廳，該庄改制並改名為「鹿谷」大字，隸屬於臺中州竹山郡鹿谷庄。
戰後鹿谷庄改制為鹿谷鄉，隸屬於臺中縣，大字亦改制為村。1950年10月，中、彰、投分治，鹿谷鄉改隸屬南投縣。

## 聚落
本地區發展較早的聚落有新藔、羗仔藔、凍頂等，在日治期初期的官方地圖上已有記載。此外，本地區尚有外湖子、崁底等聚落。

## 交通
縣道151號（中正路二段、鹿彰路、中正路一段、中正一路）是竹山鎮延平至鹿谷鄉溪頭的道路，大致以西北—東南走向經過鹿谷地區中部偏西南地帶。由該道路向西北可前往初鄉、江西林地區南部的延平聚落並止於省道台3線路口；向東南可前往車輄寮、內樹皮並止於溪頭收費停車場。
鄉道投56線（仁義路）是鹿谷至信義的道路，其西側端點位於本地區中部偏西南的縣道151號路口。由此向東北東轉東北進入山區後蜿蜒而行，經白葉林聚落後轉東南再轉東出境，可前往大水堀、信義鄉並止於鄉道投91線路口。

## 學校
- 鹿谷國中
- 鹿谷國小

## 文化資產
- 鹿谷聖蹟亭（縣定古蹟）